# 黒田孝郎
黒田 孝郎（くろだ たかお、1913年8月8日 - 1991年12月7日）は、日本の数学者・数学教育者。

## 来歴
愛知県名古屋市出身。1937年大阪帝国大学理学部卒。東京物理学校教授として上京後、電波科学専門学校（後の東海科学専門学校）の設立に尽力した。1951年に遠山啓らと数学教育協議会を立ち上げた。1953年から北海道大学教育学部助教授、教授を歴任した。1970年に専修大学経営学部教授となった.
1984年定年。第7代日本科学史学会会長であった。

## 著書
- 『新數學對話』誠文堂新光社 科學文化叢書 1941
- 『大と小』中央公論社 ともだち文庫 1941
- 『無限の話』自文堂新書 1947　のち共立出版
- 『教師のための實用統計法』文民教育協會 文民教育選書 1948
- 『高等数学階梯』東海書房 1948
- 『数の科学』清水書房 科学教育講座 1948
- 『数と変化 微積分の第一歩 科学の泉』創元社 1948
- 『役に立つ数学』高宮武夫絵 筑摩書房 新中学生全集　1958
- 『数学教育の基本問題』明治図書出版 現代教育全書 1960
- 『算数が好きになる導きかた　子どものもんだい』国土社 1961
- 『計算の数学（市民の数学）』共立出版 1962
- 『第三の数学 数学の新しい考え方』ダイヤモンド社 1964
- 『社会現象の数学』ダイヤモンド社 1965
- 『命題・集合・統計 社会科学のための数学序説』共立出版 1967
- 『お母さんの算数教室』国土社 ホームライブラリー 1968
- 『楡の散歩道 科学と文化と教育』共立出版 1971
- 『数学と人間の歴史』国土社 日本少年文庫 1973
- 『円の兄弟 図で考える数学』大日本図書 大日本ジュニア・ノンフィクション 1976
- 『親と教師の算数教室』国土社 ホームライブラリー 1976
- 『数と文明99の謎 1から0までの遠い道のり』産報 サンポー・ブックス 1976
- 『統計と確率 現象から数理へ』講談社 リフレッシュ数学 1979
- 『文明における数学 粘土板・算木・パピルスはかたる』三省堂 1986
- 『三角形の二辺の和はなぜ他の一辺より大きいか 数学と歴史の物語』日本評論社 1989
- 『新編新数学対話』三省堂選書 1991
- 『人間と数学・数学と人間』共立出版 1992

### 共編著
- 『青年技術者のための幾何学』矢野健太郎共著 大絋書院 1943
- 『幾何学』矢野健太郎共著 柏葉書院 1947
- 『科学史大系 第10 数学史 数と図形の研究』近藤洋逸共著 中教出版 1953
- 『教育実践講座 第3巻 数学教育の実践』編 国土社 1958
- 『新初等数学講座 第3巻 幾何 第2』矢野健太郎共著 小山書店新社 1958
- 『小学生算数の事典』編 岩崎書店 1959
- 『生活と統計（市民の数学）』司馬正次共著 共立出版 1961
- 『中学数学の系統的学力診断法』辰見敏夫共編 国土社 1962
- 『教育学全集 6 論理と数学』赤摂也,東洋共編 小学館 1968
- 『数表と計算』編 共立出版 1973
- 『先駆者と北海道』遠藤一夫共著 北海道新聞社 1978
- 『日本数学教育史』小倉金之助共著 明治図書出版 1978
- 『数学のとびら 授業の役にたつ話』市橋公生、高橋晋、立川孝、榊忠男共著 日本書籍 1983
- 『高等学校の確率・統計』森毅,小島順,野崎昭弘ほか共著 ちくま学芸文庫 2011
- 『高等学校の基礎解析』森毅,小島順,野﨑昭弘ほか共著 ちくま学芸文庫 2012
- 『高等学校の微分・積分』森毅,小島順, 野﨑昭弘ほか共著 ちくま学芸文庫 2012